# Tevekkelli, Dulkadiroğlu
Tevekkelli là một xã thuộc huyện Dulkadiroğlu, tỉnh Kahramanmaraş, Thổ Nhĩ Kỳ. Dân số thời điểm năm 2010 là 444 người.